# Andino (Zauberkünstler)

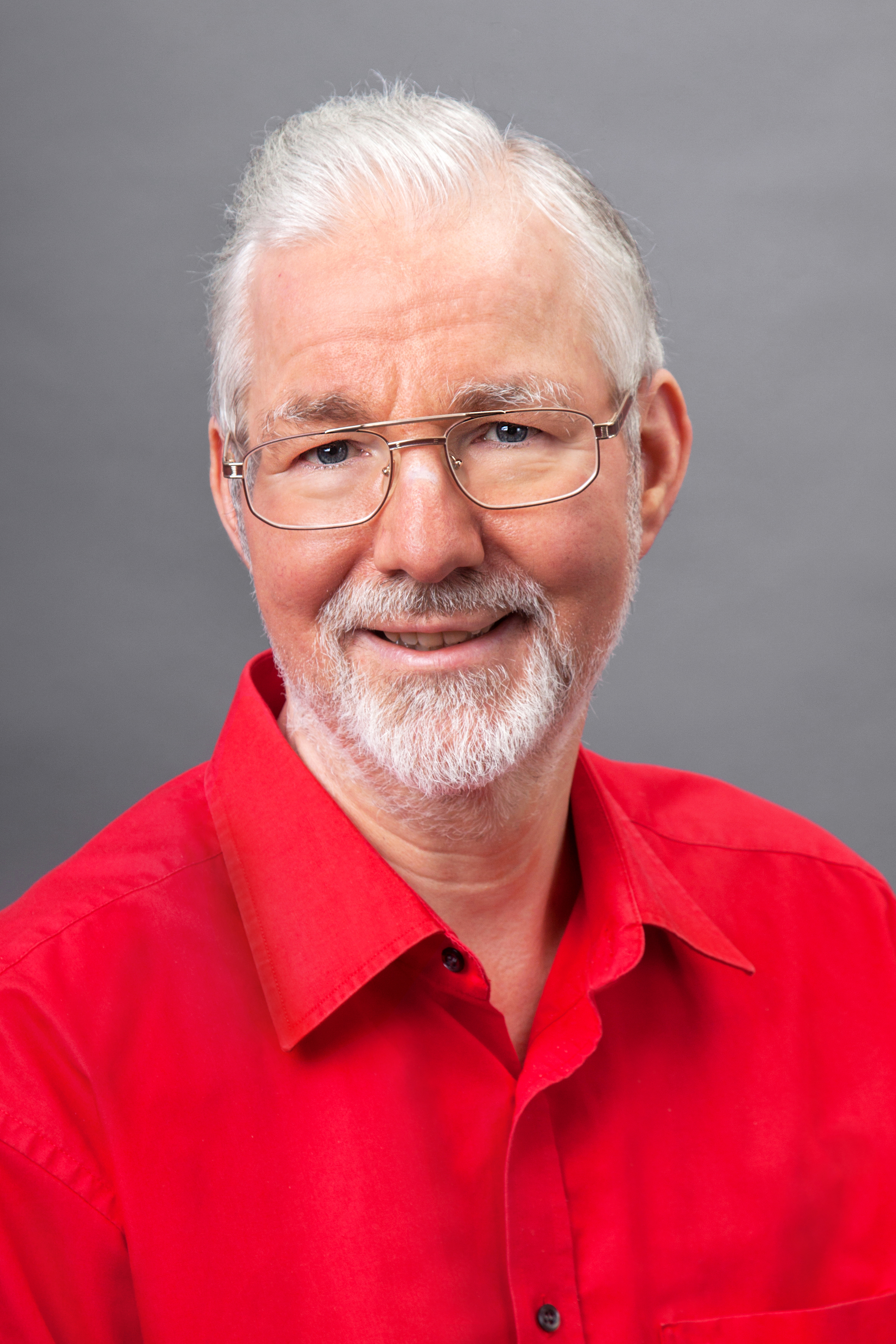
Andino (2020)

Andino (* 23. März 1961 in Büderich, bürgerlich Andreas Michel) ist ein deutscher Zauberkünstler, Philosoph, Pädagoge, Autor und Moderator.

## Leben
Andino wuchs in Koblenz auf. Mit 10 Jahren gab er kleine Zaubervorstellungen auf der Basis von Zauberkästen. Mit 13 Jahren stieß er zum Magischen Zirkel in Koblenz und gab 2 Jahre später eine erste Vorstellung vor einem größeren Publikum auf Burg Rothenfels im Spessart. Bereits 1978 erfolgte die erste Veröffentlichung in der Fachzeitschrift Magische Welt. Nach dem Abitur auf dem Gymnasium auf der Karthause leistete er von 1980 bis 1982 seinen Zivildienst in der katholischen Hochschulgemeinde Koblenz Anschließend studierte er von 1982 bis 1991 an der Universität Bonn, Katholische Theologie, Politikwissenschaft, Psychologie, Pädagogik und Philosophie und machte dort auch seine Diplom-Abschlüsse in Theologie und Pädagogik. Bereits 1986 machte er die Zauberkunst zu seinem Beruf, finanzierte damit aber zunächst das weitere Studium.
In Bonn wurde er 1991, bei Prof. Dr. Gerhard Pfafferott, über Ökologisches Denken bei Albert Schweitzer, Max Horkheimer, Albert Camus und Bertrand Russell promoviert. Seine philosophische Dissertation wurde noch im selben Jahr als Buch, mit dem Titel Denken in der Krise, publiziert. Im gleichen Jahr wählte er mit 30 die Zauberkunst zu seinem Hauptberuf.
Andino ist seit 1987 mit der promovierten Biochemikerin Sabine Michel verheiratet. 1993 wurde die gemeinsame Tochter Susanne geboren, die 2022 die Enkeltochter Lina und 2024 Emilia zur Welt brachte. Seit 1991 wohnt er in einem Haus auf der Karthause in Koblenz direkt neben dem Haus, in dem er aufwuchs. Dort befindet sich auch sein Zauberatelier, in dem auch die Gesprächsabende des Club-Philo stattfinden.
1992 erhält Andino einen Lehrauftrag an der damaligen Universität Koblenz-Landau (seit dem 1. Januar 2023 Universität Koblenz). Diesem ersten Lehrauftrag folgen 1993 und 1994 zwei weitere. 1992 begann er ebenfalls eine nebenberufliche Tätigkeit in der philosophischen Erwachsenenbildung, die für seine späteren zauberphilosophischen Programme entscheidend wurde. Beeinflusst durch den norwegischen Schriftsteller Jostein Gaarder (Sophies Welt) und Marc Sautet (Ein Café für Sokrates) einem französischen Schriftsteller und Philosoph, wuchsen Zauberei und Philosophie zusammen. Im gleichen Jahr begann er den Titel Zauberphilosoph zu benutzen.
1993 gründet er die Varietés für Vernunft in der Kulturfabrik Koblenz, einem freien Theater für Kleinkunst. Der Erlös der Varietés und anderer folgender Veranstaltungen dient der Unterstützung der Flüchtlingsarbeit der evangelischen Kirche.
Andino moderiert regelmäßig öffentliche philosophische Diskussionen wie das Café Philosophique den Club-Philo und die Philosophischen Sommernächte. Zudem gibt er seit 1992 philosophische Kurse bei der Volkshochschule (VHS) Koblenz, später kamen andere Volkshochschulen und Bildungswerke hinzu. Im Jahr 2000 gründete er zusammen mit Hartmut Bierschenk und Mathias Jung das Koblenzer Café Philosophique, ein Forum des moderierten öffentlichen Gesprächs zu einer breiten Themenpalette.
Am 4. September 2018 erlitt Andino einen schweren Herzinfarkt, der von mehrfachem Kammerflimmern und kleineren Schlaganfällen (zerebrovaskulären Insulten) gefolgt wurde. Im Jahr 2019 erfolgte die Rehabilitation. Nachdem er sich selbst wieder für gesund erklärt hatte, folgte 2020 die Covid-19-Pandemie. Dies resultierte in einer fast dreijährigen Auftrittspause, die er zur Entwicklung seines Best-Off-Programms „ScheinSpiele“ nutzte.
Andreas Michel-Andino hat seit 1991 als Autor rund 20 und als Herausgeber 2 Bücher publiziert. Seit 2005 unterhält er eine Kolumne in der Zeitschrift Magische Welt unter dem Titel Was ist (Zauber-)Kunst?. Sie gehört zu den am längsten laufenden Serien in einer Zauberzeitschrift. Von ihm liegen insgesamt ca. 400 Artikel in Fachzeitschriften und verschiedenen Sammelwerken vor, darunter mehrere Serien und Kolumnen in Zauberfachzeitschriften hauptsächlich zur Theorie und Geschichte der Illusionskunst.

## Zauberphilosophie

### Philosophie
Für Andino haben Philosophie und Zauberkunst sehr viel gemeinsam. Zauberer und Philosophen zerstören vermeintliche Sicherheiten; Philosophen durch unangenehme Fragen und Zauberer durch Sinnestäuschungen. „Der Zauberphilosoph ist in Wirklichkeit nichts anderes als ein Philosophiedidaktiker, der dem Publikum mit Hilfe der Täuschungskunst die Mangelhaftigkeit der menschlichen Wahrnehmungsfähigkeit vor Augen führt und künstlerisch umsetzt.“
In seiner Dissertation und Publikation „Denken in der Krise“ widmet sich Andreas Michel-Andino einer Vielzahl philosophischer Themen, wobei ein Schwerpunkt auf dem Ökologischen Denken liegt. Er analysiert die Ansätze von Albert Schweitzer, Max Horkheimer, Albert Camus und Bertrand Russell, die alle einen Beitrag zur Mitweltethik geleistet haben, obwohl sie noch vor dem Erscheinen des Berichts des Club of Rome verstarben. Andino diskutiert die Verbindung zwischen ökologischen und sozialen Aspekten sowie die Didaktik des philosophischen Denkens in Krisenzeiten. Das Werk beleuchtet zudem die Herausforderungen und Perspektiven, die sich aus diesen Denktraditionen ergeben.
Andino meint zur Nachhaltigkeit:
„Was wir heute Nachhaltigkeit nennen, ist nur ein anderer Name für das, was in den 80er Jahren ‚Ökologisches Denken‘ genannt wurde und zwar im vollumfänglichen Sinne der Einbeziehung von Klima, Sozialem, Naturschutz und der Gerechtigkeit. Nur der Weltfrieden spielt bei der Nachhaltigkeit nach dem Ende des Kalten Kriegs keine so entscheidende Rolle mehr, gehört aber nach wie vor dazu“
Im Rahmen der Ausarbeitung der Publikation „Denken in der Krise“ identifizierte Andino eine signifikante Interaktion zwischen den Konzepten der Skepsis und Utopie. Diese beiden Begriffe dienen ihm seither als ein grundlegender Aspekt seines Denkens und tauchen in seinen späteren Werken wiederholt auf. Auch in seinen Zauberphilosophischen Vorführungen werden sie thematisiert. Andino ist der Auffassung, dass diese beiden Begriffe eine umfassende Analyse aller menschlichen Probleme ermöglichen und dabei bemerkenswerte Erkenntnisse hervorbringen.
In seiner Abhandlung "Kleine Philosophie des Lachens" vertritt Andreas Michel-Andino die These, dass das Phänomen des Lachens letztlich nicht vollständig erklärbar ist. Eine vollständige Erklärung von Humor und Lachen würde ihrem Wesen nach auch ihr Ende bedeuten. An die Stelle einer finalen Erklärung des Lachens setzt er das Genie, das vor allem in der Tragikomödie aus dem Lachen eine große Kunst machen kann. Dies ist jedoch nicht auf einfach anwendbare Gesetze zurückzuführen.

### Zauberkunst
Im Buch „Philosophie des Zauberns“ befasst sich Andino mit den philosophischen Aspekten der Zauberkunst. Dabei wird zunächst die Frage erörtert, ob Unterhaltung als Kunstform betrachtet werden kann. In diesem Kontext werden zudem die psychologischen Implikationen der Illusionskunst beleuchtet.
Die von Andino als Synthese von Philosophie und Illusionskunst entwickelte Zauberphilosophie beleuchtet eine Reihe von philosophischen Sparten, darunter:
- Seine Erkenntnistheorie befasst sich mit Fragen zur Wahrnehmung und Täuschung, wobei philosophische Theoreme mit Hilfe der Illusionskunst veranschaulicht werden.

- Die Ethik befasst sich mit den moralischen Überlegungen zur Täuschung und deren Auswirkungen auf das Publikum. Dabei stellt sich die Frage, inwiefern die Verwendung von Täuschung und Lüge in der Illusionskunst zulässig ist.

- In seinen Untersuchungen zur Natur der Realität und Illusion  (Metaphysik), stellt er eine weitere Besonderheit der Zauberkunst heraus, nämlich dass eine Illusion lediglich in den Köpfen der Zuschauer existiert. Dies ist zwar bei allen Künsten der Fall, wird jedoch nur beim Zaubern unmittelbar einsichtig.

- Seine Ästhetik beschäftigt sich mit der Untersuchung von Kunst und Schönheit im Kontext der Zauberkunst.

## Rezensionen
„Das permanente Wechselspiel von Vortrag und Zauberkunst, von eloquentem Wissen und sinnlicher Anschauung forciert die enormen Verblüffungseffekte. ...ein kantianischer Zauberer der Aufklärung“

“Andreas Michel is a Doctor of Philosophy who earns his living as a professional magician, performing all over Europe from his hometown Koblenz in Germany. Known professionelly as Andino, his evening performances combine his excellent magic with his experience  as a philosopher and the result is an unusual and stimulating entertainment.”

„Er führte sein Publikum fesselnd in einem informativen Schnellkurs durch die Geschichte der Philosophie und garnierte dies mit Vorführungen, Erklärungen und sogar Publikumsübungen zur Kunst des Zauberns. Dabei erwies er sich nicht nur als Gelehrter und profunder Kenner der Philosophie ... sondern zugleich auch als fingerfertiger Zauberer, wortgewandter Rhetoriker und versierter Unterhalter. Ein Allround-Talent, das sichtlich Spaß an seinem eigenen Tun hat und dies auf sein Publikum zu übertragen versteht.“

„Magische Momente auf engstem Raum, fast schon unspektakulär, aber Zauberkunst, die die Bezeichnung 'Kunst' wirklich verdient, auf höchstem Niveau. Ein wunderbarer Abend zauberphilosophischer Kammerkunst!“

## Programme
- Alles nur Illusion. Eine Komödie der möglichen Unmöglichkeiten. Premiere 26.01.1992 im Café Hahn, Koblenz-Güls
- Die Philosophie des Zauberns. Premiere 28.02.1999 im Theatersaal der VHS-Koblenz, Koblenz
- PHILOZAUBER. GedankenSpiele-Illusionen. Premiere 09.03.2003 im Privattheater Konradhaus, Koblenz-Ehrenbreitstein
- SAITENZAUBER. Duo-Programm mit einem klassischen Gitarristen, Premiere 29.02.2004 im Konzertsaal der Musikschule Koblenz, Koblenz
- TASTENZAUBER. Duo-Programm mit dem Pianisten Bieno, Premiere 10.04.2005 im Konzertsaal der Musikschule Koblenz, Koblenz
- SANGESZAUBER. Duo-Programm mit dem Bassbariton Volker Tramp, Premiere 24.02.2008 in der ehemaligen Pallottinerkapelle, Koblenz-Ehrenbreitstein
- REALLUSION. Texte, Thesen, Taschenspiele. Premiere 28.02.2010 im Theatersaal der VHS-Koblenz, Koblenz
- Die Macht der Täuschung, Ein zauberphilosophisches Soloprogramm zur Frage nach dem Übersinnlichen. Premiere am 22.02.2015 in Diehl’s Hotel Koblenz-Ehrenbreitstein
- ScheinSpiele. Ein Soloprogramm philosophischer Illusionskunst, das zauberphilosophische Spiel mit dem Schein und dem Publikum. Premiere am 05.03.2022 im Theatersaal der VHS-Koblenz, Koblenz

## Bücher

### Als Autor
- Denken in der Krise. Ökologisches Denken bei Albert Schweitzer, Max Horkheimer, Albert Camus und Bertrand Russell. Krämer, Hamburg 1991 (Philosophische Dissertation Bonn), ISBN 3-926952-57-1
- Unterhaltung und Image. Artistische Unterhaltungskunst in sozialwissenschaftlicher Perspektive. Verlag Haag & Herchen, Frankfurt a. M. 1993, ISBN 3-86137-023-9
- Philosophie des Zauberns. Ein Essay über das Staunen, Krämer, Hamburg 1994 (2. Aufl. 2003), ISBN 3-926952-88-1
- Tanz der Hände. Anstiftung zum Zaubern. Krämer, Hamburg 1996 (2. Aufl. 2004), ISBN 3-89622-007-1
- Kleine Philosophie des Lachens. Ein Essay über das Phänomen des Komischen. Fölbach, Koblenz 2000, ISBN 3-934795-03-X
- Andinos Zauberanthologie. Historisches und Kreatives zu 25 Klassikern der Illusionskunst. Zauberbuch, Stuttgart 2001, ISBN 3-00-008641-2
- PHILOZAUBER mit ANDINO. Hörbuch zum Programm, Schreikönig, Bonn 2004, ISBN 3-936838-03-8
- Zauber Philosophie. Patmos (heute Cornelsen), Berlin 2007, DVD, ISBN 978-3-491-75742-4; Arbeitsbuch zur DVD, ISBN 978-3-491-75741-7
- Die philosophische Zauberleiter. Vom Marktplatz in die Cafés. Eine kleine Geschichte des Denkens mit zauberhaften Hinführungen. Krämer, Hamburg 2010 (2. Aufl. 2011), ISBN 978-3-89622-107-0
- Das Andino-Buch. Was ist (Zauber-)Kunst?. Essays aus der Zeitschrift Magische Welt von 2005 bis 2017. Band 5 von 6 aus der Reihe: 70 Jahre Magische Welt. Hamburg 2021, ISBN 978-3-947289-50-9
- Autor folgender Hefte in der Reihe Persönlichkeiten in der Zauberkunst im Magic Center Harri Verlag, Nottuln-Appelhülsen:
  - Heft 13: Wiljalba Frikell (1817–1903). Stilikone der Illusionskunst. 2017
  - Heft 15: David Devant (1868–1941). All done by Kindness. 2019
  - Heft 17: Alexander Adrion (1923–2013). Nur der Schein trügt nicht. 2020
  - Heft 20: Joseph Fröhlich (1694–1757). Semper Fröhlich, numquam traurig. 2021
  - Heft 23: Bocardo (1902–1958). Im Banne der Täuschung. 2023
- Zauberphilosophische Geschichten. 75 Miniauren zwischen Philosophie und Illusionskunst. Magische Welt, Hamburg 2022, ISBN 978-3-947289-79-0

### Als Herausgeber
- Zusammen mit Thomas Ebers und Markus Melchers: Dialog als Lebensform, Festschrift für Gerhard Pfafferott. Fölbach. Koblenz 2007, ISBN 978-3-934795-39-6
- Zwischenbilanz Zauberphilosophie. Eine Anthologie für Philosophie und Illusionskunst. Fölbach, Koblenz 2011, ISBN 978-3-934795-93-8

## Ausstellungen
- 1985: Landjugendakademie Bonn-Röttgen, Kulturgeschichte der Spielkarten
- 1989: Deutsche Landjugend Akademie Bonn-Röttgen, Kulturgeschichte der Zauberkunst
- 1999/2000: Klosterfelde bei Berlin, Internationales Artisten Museum in Deutschland, Beteiligung an der Ausstellung: 200 Jahre Zauberkunst, Artistik und Zirkus in der Bildenden Kunst
- 2001/2002: Mittelrhein-Museum Koblenz, Zauberbilder – Bilderzauber. (zum 25-jährigen Bühnenjubiläum)
- 2006: Bundesarchiv Koblenz, Zauberkunst und Zeitgeschichte. Zeitgeschichte im Zauberspiegel. (zum 30-jährigen Bühnenjubiläum)
- 2007: Cultura 2000, Galerie im Kuhstall, Zauberbilder – Bilderzauber
- 2009: Bernkastel-Kues, Geburtshaus des Nikolaus von Kues, Zauberbilder – Bilderzauber
- 2014: Ludwigmuseum Koblenz, eintägige Ausstellung mit Zauberplakaten begleitend zum Programm REALLUSION inmitten der Werke von Karel Malich

- 2023: Kulturfabrik Koblenz, Vom Bild zum Plakat, Erste Retrospektive auf Ralf Godde (1961–2020)

## Mitgliedschaften und Preise
- 1978: Aufnahme in den Magischen Zirkel von Deutschland (MZvD)
- 1979: Sonderpreis beim ersten Jugendwettbewerb des MZvD in Sindelfingen
- 1984: Deutscher Vizemeister in der Sparte Kinderzauberei bei den ersten freien Deutschen Meisterschaften der Magischen Nordlichter in Hamburg. Ein erster Preis wurde nicht vergeben.
- 1985: Aufnahme in die International Brotherhood of Magicians
- 1990–2002: Leitung des Ortszirkels Koblenz des Magischen Zirkels von Deutschland
- 1992: Mitbegründung der Sektion Mittelrhein der Deutschen Gesellschaft der Circusfreunde und Leitung bis 2002
- 1999: Aufnahme in den The Magic Circle London unter Verzicht auf eine Prüfung
- 2002: Ernennung zum Associate of the Inner Magic Circle with Silver Star und Deutschlandrepräsentanten des Magic Circle London
- 2006: Aufnahme in das „Who is Who“ der Bundesrepublik Deutschland
- 2007: Ernennung zum Member of the Inner Magic Circle with Gold Star
- 2011: Künstler des Jahres in der Sondersparte Zauberphilosophie
- 2016: Künstler des Jahres in der Sparte Mentalmagie[21]
- 2016: Goldenes MZvD-Abzeichen mit Brillanten zum 40-jährigen Bühnenjubiläum[21]
- 2023: Künstler des Jahres 2023 für sein Lebenswerk
- 2024: Ehrenmitgliedschaft im Ortszirkel Koblenz des Magischen Zirkels von Deutschland

## Erwähnungen und Quellen (Auswahl)
- Jürgen August Alt: Zauberkunst. Eine Einführung. Stuttgart 1995
- Thomas Ebers/Markus Melchers: Wie kommen die Bäume in den Wald. Freiburg im Breisgau 2001, ISBN 3-451-27636-4
- Olaf Benzinger: Das Buch der Zauberer. München 2003
- hr2-Doppel-Kopf: Andino im Gespräch mit Stephan Hübner. Frankfurt a. M., gesendet am 12. Januar 2007
- Stephan Oettermann und Sibylle Spiegel: Lexikon der Zauberkünstler. Offenbach am Main 2004
- Thomas Ebers/Markus Melchers: Praktisches Philosophieren mit Kindern. Münster 2005, ISBN 3-8258-8479-1
- Wittus Witt: Zaubern und Verzaubern. Ein Blick in die zeitgenössische Zauberkunst. Hamburg 2008, ISBN 3-89089-862-9
- Siegfried Reusch (Hrsg.): Der Zauber des Denkens. Gespräche über Philosophie, Darmstadt 2012
- Wittus Witt: 65 Zauber-Geschichten, Meine Begegnungen mit Zauberkünstlerinnen und Zauberkünstlern. 2. Aufl. Hamburg 2014, ISBN 978-3-00-045949-8
- Otto Abt: Verzaubert vom Frühling, Haiku/Senryu. Siegen/Norderstedt BoD 2019, ISBN 978-3-7481-2419-1
- Wittus Witt: Zauberstadt Hamburg. Eine Chronik. Verlag Magische Welt, Hamburg 2021, ISBN 978-3-947289-61-5